# Agente S-5
Agente S-5 (スカイヤーズ5 Sukaiyāzu faibu?) es una serie de anime de 1966 sobre agentes secretos.
Este anime de acción trata de un escuadrón especial al estilo James Bond: Sayuri, Sanson y Polka son comandados por Taro, el jefe del grupo quien obedece la órdenes del jefe de la organización internacional de agentes S. El escuadrón lleva un uniforme de pantalón blanco y camiseta negra con un símbolo del palo de la baraja inglesa que los identifica: diamante (oro), corazón (copa), pino (espada) y trébol (basto).

## Trama
Los agentes S tienen su base principal desde donde operan y vigilan las maniobras de los criminales, S-5 posee un vehículo a manera de nave espacial con varios implementos tecnológicos y sus armas son una pistola y mazos de cartas de poker especiales que arroja contra sus enemigos para matarlos o desarmarlos. Los agentes deberán luchar contra la organización del Fantasma, un gánster que planea a toda costa apoderarse del mundo con todos los medios posibles: terrorismo, armas químicas, armas bacteriológicas, secuestros e intrigas políticas.
Al final de la serie el cuartel submarino del Fantasma es cercado por el escuadrón mundial de todos los agentes S en paracaídas. El Fantasma es asesinado por su ayudante principal, quien después de matarlo hace explotar el lugar con una enorme bomba.

## Personajes
- Taro - el personaje central, S-5, es el as de pino.
- Sayuri - la única chica, S-4, es el as de corazón.
- Sanson - un hombre enorme y fuerte, S-3, es el as de trébol.
- Polka - un gordito calvo, S-2, es el as de diamante.
- El Jefe o Profesor - S-1, el que representa a la organización anti-criminal en Japón.
- El leoncito blanco - era la mascota del grupo, S-6.

## Enemigos
Algunos de ellos son:
- El Fantasma - gánster jefe de la organización, nunca se le veía el rostro, siempre arrojando una moneda al aire y fumando. La moneda tiene una calavera grabada en una cara.
- Orlock - el principal ayudante del Fanstama y luego sería su victimario.

## Doblaje
| Personaje   | Actor Original (Japón) | Actor de doblaje (México) |
| ----------- | ---------------------- | ------------------------- |
| Taro        | Hideo Nakamura         | Salvador Nájar            |
| Sayuri      | Youko Kuri             | Queta Lavat               |
| Sanson      | Takuzou Kamiyama       | José Luis Moreno López    |
| Polka       | Setsuo Wakui           | Juan José Hurtado         |
| Profesor    | Kyousuke Maki          | Armando Coria Sr.         |
| Mascota     | ¿?                     | ¿?                        |
| El Fantasma | Masaoki Takato         | Alberto Gavira            |
| Orlock      | ¿?                     | Ismael Larumbe Sr.        |
| Narrador    | ¿?                     | Salvador Najar            |

En España fue emitida en TVE con el doblaje de Latinoamérica a principios de los años 70.

## Título en otros idiomas
- Taro Kid (portugués)
- Skyers-5 (japonés)
- Agente S-5 (español)
- Skyers-5 (inglés)

## Ficha Técnica
- Producido en 1967-1971, color con 22 minutos en cada capítulo (12 en 1967 y 26 en 1971).
- Creado: ?
- Productora: TCJ Eiken/United Artists.
- Exhibido en Hispanoamérica entre 1977 y 1982.

- Datos: Q8191377